# MSDU
계층 서비스 데이터 단위 (MAC Service Data Unit)의 약자이다.
OSI 7계층상 데이터 링크 계층은 LLC 계층과 맥 계층으로 나뉘는데 이 가운데 LLC 계층이 맥 계층 위에 있다. MSDU는 상위에 있는 논리 링크 컨트롤(Logical Link Control) 계층으로부터 맥 계층이 데받는 단위이다. LLC와 MAC 계층을 묶어 데이터 링크 계층이

## 같이 보기
- MPDU
- 패킷 분할
- 패킷 집적